# メカニズムデザイン
メカニズムデザイン (英: mechanism design) とは経済学の一分野である。資源配分や公共的意思決定などの領域で実現したい目標が関数の形で与えられたとき、その目標が自律的／分権的に実現できるようなルール（「メカニズム」とか「ゲームフォーム」とも呼ばれる）を設計することを目指している。言い換えれば、与えられた関数が要求する目標を、各プレイヤーの誘因を損なうことなく実現できるようなゲームを設計することをメカニズムデザインでは目指している。メカニズムデザインは経済学のなかでも特に社会選択理論および非協力ゲーム理論、さらには契約理論やマーケットデザインと密接な関係を持つ。
メカニズムは一般的に次のような基本的な性質を持つよう設計される。
- 正直さ（truthfulness）
- 個人の利己性
- 価格の均衡
- 公共の利益（social welfare）

より進んだメカニズムでは、プレイヤーの談合も排除するよう設計される。
メカニズムデザインの分野での功績のほとんどは経済学によってもたらされてきたが、近年では数学、計算機科学、電気工学もこの分野で活躍している。
メカニズムデザインの一分野として、市場やオークション、組み合わせオークションの設計がある。その他にも、医学部生のインターンシップ配属に利用される安定結婚問題がある。更なる応用として、公共財の供給や最適課税の設計などについても研究されている。

## メカニズムの例

### オークション
オークションの設計では、効率性と耐戦略性をみたすオークションメカニズムの設計が重視される。ここで各用語の意味は以下のようである。
効率的なオークション
財をもっとも高く評価する入札者にその財を配分するようなオークション
耐戦略的なオークション
入札者が財に対する自分の評価額以外の額を入札しても得をすることがないようなオークション。ゲーム理論の言葉でいえば、評価額をそのまま入札することが弱支配戦略になっているようなオークションメカニズム
たとえば最も高い入札額をつけた入札者がその入札額を支払うことで財を受け取るファーストプライスオークション（第一価格オークション）は耐戦略的ではない。最適な戦略が他人次第であることは、各自が自分の評価額以下かつ2番目に高い入札額以上の範囲でできるだけ低い入札額を狙うことから分かり、実際に理論的にも入札者は評価額よりも低い金額を入札することが示せる。なお、このオークションは各入札者が互いの入札額を知らずに入札する封印入札オークションの代表例でもある。
効率性と耐戦略性をみたすオークションとしては、セカンドプライスオークション（第二価格オークション; Vickrey auction）が知られている。これは最も高い入札額をつけた入札者が2番目に高い入札額を支払った上で財を受け取る封印入札オークションである。なぜ自分の評価額をそのまま入札するのが最適かは、次のように説明できる。いまオークションの対象となっている財に対するあなたの評価額が10,000円で、あなた以外の入札者の入札額 (bid) で最高のものを b 円とする。
- b > 10,000円 の場合。たとえば b = 10,700円とする。この場合、財を落札すれば 10,700円以上を払うことになるため、落札しない方が得である。そのためにはその額 b 円未満を入札しておけばよく、10,000円を入札するのはその条件に適っている。
- b < 10,000円 の場合。たとえば b = 9,800 円とする。この場合、財を落札すれば支払いが 9,800 円で済むため、落札した方が得である。そのためにはその額 b 円より多い額を入札しておけばよく、10,000円を入札するのはその条件に適っている。

要するに各人にとって、自分の評価額をそのまま入札する戦略が常に最適であり、それ以外の額を入札する戦略はこの戦略に弱支配されている。

### 非分割財の配分
「オークション」といえば金銭の授受を伴うメカニズムになってしまうが、状況によってはもっとも評価額の高い人に金銭の授受を避けた形で「財」を配分することを目標とした方が自然なこともある。たとえばソロモン王のジレンマとして知られる配分問題がそれである。「自分がこの子の母親だ」と主張する二人の女がソロモン王の前に現れたという旧約聖書のエピソードから来ている。ソロモン王の目標は、赤ちゃんを真の母親に返すことであり（ただし王自身はどちらの女が真の母親かは知らない）、金銭の授受なしにこれを遂行することである。ここでは話を簡単にするため、真の母親がその子供に対するもっとも高い「評価額」を持つと仮定する。
この問題を解決するメカニズムとしては様々なものが提案されている。ここではセカンドプライスオークションを利用した非常に単純なメカニズムを取り上げ、一単位だけある財を n 人いる個人のうちの最高評価者（最高評価額を持つ個人）に配分できることを説明する。なお、各人は最高の評価額と2番目の評価額の差がある値 δ > 0 より大きいことを知っており、自分の評価額が最高かどうかも分かるものとする。メカニズムは次の2段階から成る：
1. 各人はそれぞれオークションに参加するかどうかを表明する。
2. 参加表明者が2人以上の場合、参加者は参加費 δ を払った上でセカンドプライスオークションに参加する。参加表明者が1人以下の場合、参加者がタダで財を得る。いずれの場合も参加しない者には支払いも生じないし財も得られない。

最高評価者への配分がこのメカニズムでうまく実現できることは、逆向き帰納法で示せる。まず、第2段階のセカンドプライスオークションに参加した個人は自分の評価額を入札するはずである（参加料はサンクコストとなって影響を与えないため）。したがって最高評価者以外の参加者は、オークションへの参加費を取られる一方で財は得られないことになる。これは彼らにとって参加することより損なので、彼らは第1段階で不参加を表明する。一方、第2段階で（参加費を払った上でも）損せずに財を獲得することが予想できる最高評価者は、第1段階で参加を表明する。以上から実際に第1段階で参加を表明するのは最高評価者だけになり、金銭のやり取りなしで財がこの人に配分されることが分かる。

## メカニズムデザインのモデル化
メカニズムデザインのモデルは、環境とメカニズムによって表される。
環境
{\displaystyle (N,\Omega ,\Theta )} と表記される。
- {\displaystyle N={1,2,...,n}} ：参加者の集合　ただし設計者自身を含むときは設計者を{\displaystyle 0}として加える。
- {\displaystyle \Omega ={\xi ,...}}：実現可能な結果の集合
- {\displaystyle \Theta ={\mathbf {t} ,...}}：参加者タイプの集合　ただし{\displaystyle \mathbf {t} =(t_{1},t_{2},...,t_{n})}。

（各参加者{\displaystyle i} のタイプ（参加者の信念や価値観）の集合{\displaystyle \Theta _{i}}に対して{\displaystyle \Theta =\Theta _{1}\times \Theta _{2}\times ...\times \Theta _{n}} ）
メカニズム
{\displaystyle (S,\omega )}と表記される。
{\displaystyle S={\sigma ,...}} ：戦略の集合　ただし{\displaystyle \sigma =(\sigma _{1}(t_{1}),\sigma _{2}(t_{2}),...,\sigma _{n}(t_{n}))}
（各参加者{\displaystyle i} の戦略を{\displaystyle S_{i}}として{\displaystyle S=S_{1}\times S_{2}\times ...\times S_{n}}）
{\displaystyle \omega =[\omega (\sigma ),...]} ：結果の集合（つまり{\displaystyle \omega }は写像 {\displaystyle \omega :S\to \Omega }）
ギバード＝サタースウェイトの定理では、支配戦略で誘導可能な結果は独裁だけであるということが示されている。これに対し、ナッシュ均衡を社会に適用する際は可能なものがいくつかある。
レオニード・ハーヴィッツ、エリック・マスキン、ロジャー・マイヤーソンの3人は、「メカニズムデザインの基礎を作り上げた」として2007年にノーベル経済学賞を受賞している。